# بالا کردلر
بالا کردلر (به لاتین: Bala-Kurtlar) یک منطقه مسکونی در جمهوری آذربایجان است که در شهرستان بردع واقع شده است.